# Мост Сарате-Брасо
Сарате-Брасо исп. Complejo ferrovial Zárate-Brazo Largo — мостовой переход через дельту реки Парана, включающий в себя два совмещенных автомобильно-железнодорожных вантовых моста. Соединяет провинции Энтре-Риос и Буэнос-Айрес в Аргентине. По мосту проходит железнодорожная линия General Urquiza и национальный маршрут 12. 
Построен в 1971—1977 гг. по проекту итальянского инженера Фабрицио де Миранда. В разработке проекта металлоконструкций пролётного строения и надзоре за строительством принимал участие инженер Ф. Леонгард. В 1998 г. проведен ремонт моста.
Оба моста вантовые со схемой центрального пролёта 110 + 330 + 110 м. Подмостовой габарит составляет 53 м. Пилоны железобетонные высотой 122 м. Ширина моста 22,6 м, высота пролётного строения — 2,6 м.
Дорога имеет четыре полосы движения. 